# Михайлов, Николай (болгарский футболист)
Николай Бориславов Михайлов (болг. Николай Бориславов Михайлов; род. 28 июня 1988, София) — болгарский футболист, вратарь клуба «Левски» и сборной Болгарии.

## Биография
Сын Борислава Михайлова, рекордсмена сборной Болгарии по количеству проведённых за неё матчей, затем — главы Болгарского футбольного союза. Дед Николая Михайлова Биссер также был вратарём «Левски». Николай Михайлов играл за «Левски» в розыгрыше Лиги чемпионов 2006/07.
В июне 2007 года был близок к переходу в итальянскую «Фиорентину», но 27 июня подписал контракт на три года с английским «Ливерпулем» с возможностью продления соглашения ещё на два года. 14 июля стало известно о том, что Михайлов не смог получить разрешение на работу в Великобритании из-за того, что сыграл недостаточно матчей за сборную. В результате он был отдан в годичную аренду в «Твенте». Нидерландский клуб рассматривал вариант выкупа контракта Михайлова у «Ливерпуля», в то время как сам игрок заявил о своём намерении побороться за место в воротах с Пепе Рейной и Шарлем Итанжем. В итоге срок аренды был продлён ещё на два сезона.

## Достижения
- Чемпион Нидерландов (1): 2009/10
- Обладатель Суперкубка Нидерландов (2): 2010, 2011
- Обладатель Кубка Нидерландов (1): 2010/11
- Футболист года в Болгарии: 2011

## Личная жизнь
Николай Михайлов активно общается с фанатами в социальных сетях. В своё время он встречался с фотомоделью Николеттой Лозановой, которая позже вышла замуж за футболиста Валерием Божиновым. Михайлов затем стал встречаться с певицей Алисией, которая ранее была супругой Божинова.
Михайлов дважды становился чемпионом Болгарии с «Левски» (2006, 2007). Его отец — трижды (1984, 1985, 1988), а дед — четырежды (1965, 1968, 1970, 1974).

## Статистика
| Клуб             | Сезон            | Чемпионат | Чемпионат | Кубок | Кубок | Еврокубки | Еврокубки | Другие | Другие | Итого | Итого |
| Клуб             | Сезон            | Игры      | Голы      | Игры  | Голы  | Игры      | Голы      | Игры   | Голы   | Игры  | Голы  |
| ---------------- | ---------------- | --------- | --------- | ----- | ----- | --------- | --------- | ------ | ------ | ----- | ----- |
| Левски           | 2004/05          | 1         | -1        | 1     | 0     | 0         | 0         |        |        | 2     | -1    |
| Левски           | 2005/06          | 5         | -9        | 0     | 0     | 1         | -2        |        |        | 6     | -11   |
| Левски           | 2006/07          | 5         | -1        | 0     | 0     | 1         | -3        |        |        | 6     | -4    |
| Левски           | Итого            | 11        | -11       | 1     | 0     | 2         | -5        |        |        | 14    | -16   |
| → Твенте         | 2007/08          | 0         | 0         | 0     | 0     | 0         | 0         |        |        | 0     | 0     |
| → Твенте         | 2008/09          | 6         | -6        | 0     | 0     | 1         | -4        |        |        | 7     | -10   |
| → Твенте         | Итого            | 6         | -6        | 0     | 0     | 1         | -4        |        |        | 7     | -10   |
| Твенте           | 2009/10          | 0         | 0         | 3     | 0     | 2         | -1        |        |        | 5     | -1    |
| Твенте           | 2010/11          | 31        | -30       | 0     | 0     | 10        | -17       | 1      | 0      | 42    | -47   |
| Твенте           | 2011/12          | 25        | -37       | 1     | -2    | 13        | -14       | 1      | -1     | 40    | -54   |
| Твенте           | 2012/13          | 4         | -2        | 0     | 0     | 5         | -5        |        |        | 9     | -7    |
| Твенте           | Итого            | 60        | -69       | 4     | -2    | 30        | -37       | 2      | -1     | 96    | -109  |
| Всего за карьеру | Всего за карьеру | 77        | -86       | 5     | -2    | 33        | -46       | 2      | -1     | 117   | -135  |